# 타티야나 코토바
타티야나 니콜라예브나 코토바(러시아어: Татьяна Николаевна Котова, 1985년 9월 3일 ~ )는 러시아의 가수, 배우, 텔레비전 사회자, 미인 대회 우승자이다. 2006 미스 러시아 선발 대회 우승자이며, 2007 미스 월드와 미스 유니버스에 러시아 대표로 참가했다. 2008년 3월부터 2010년 4월까지 걸 그룹 누 버고스의 멤버로 활동했다.